# Arctia semiconfluens
Arctia semiconfluens är en fjärilsart som beskrevs av Barend J. Lempke 1961. Arctia semiconfluens ingår i släktet Arctia och familjen björnspinnare. Inga underarter finns listade i Catalogue of Life.